# バッファローコクヨサプライ
株式会社バッファローコクヨサプライ（英: BUFFALO KOKUYO SUPPLY INC.）は、かつて存在した愛知県名古屋市中区に本社を置くコンピュータ周辺機器メーカー。株式会社メルコホールディングスの連結子会社であった。

## 概要
元は、京都に本社を置く通電機器メーカー「株式会社アーベル」であった。2002年6月にコクヨ株式会社と資本業務提携し、2003年にはコクヨの連結子会社となった。
2007年に、コクヨ株式会社と株式会社メルコホールディングスが業務提携を発表。メルコホールディングスがアーベルの株式57.9%を取得し、バッファローのPCサプライ部門と統合。商号を「株式会社バッファローコクヨサプライ」とした。会社は統合されたものの、アーベル、コクヨ、バッファローのブランド名は共存することとなった。
2011年1月には、BUFFALOの兄弟ブランドでエントリーユーザー向けの新ブランド「iBUFFALO」を立ち上げた。iBUFFALOのiとは、英語のI（お客様自身）、interactive（相互性）、日本語の愛、逢い、相を意味する。
2012年4月、同じグループに属する株式会社バッファローに吸収合併され、解散した。

## 沿革
- 1986年（昭和61年）12月2日 - 株式会社アーベル設立。本社は京都府に置いていた。
- 2002年（平成14年）
  - 6月6日 - コクヨとアーベルが業務提携契約を締結。
  - 7月8日 - アーベルが、コクヨを引受先として第三者割当増資を実施。コクヨの持株比率が14.45%となる。
- 2003年（平成15年）6月27日 - アーベルが、再びコクヨを引受先として第三者割当増資を実施。コクヨの持株比率が40.0%となる[4]。
- 2004年（平成16年） 
  - コクヨ株式会社の連結子会社となる。
  - 10月1日 - コクヨの持株会社化に伴い、直接の親会社がコクヨS&T株式会社となる。
- 2007年（平成19年）
  - 2月13日 - コクヨ、コクヨS&T、メルコホールディングス、バッファローの4社が業務提携に合意[5]。
  - 3月31日 - 業務提携に基づき、メルコホールディングスが、アーベル代表者ら6名から、コクヨS&T保有分を除く全株式（57.9%）を取得して、当社を連結子会社化[6]。
  - 8月1日 - コクヨとバッファローのPCサプライ部門を統合し、株式会社バッファローコクヨサプライに商号を変更。本社を愛知県に移動（但し、旧本社は「大阪支店」に。）。
- 2010年（平成22年）9月 - 本社を現在地に移転。
- 2012年（平成24年）
  - 1月 - 
    - コクヨS&Tが保有する当社の全株式を、当社が自己株式取得。これによりメルコホールディングスのみが議決権を有する株主となり、同社の100%子会社となる[7]。
    - 存続会社を株式会社バッファローとする合併契約書締結を決議。2012年（平成24年）4月1日付けで両者が合併する事を発表[7]。ただし、コクヨS&Tとの業務提携関係は継続。

  - 4月1日 - 株式会社バッファローに吸収合併され、解散[7]。

## 主な製品
- PC周辺機器（マウス、キーボード、カードリーダー、USBハブ等）
- マルチメディア製品（Webカメラ、スピーカー等）
- iPodアクセサリ、デジタルカメラアクセサリ、電子辞書アクセサリ
- 各種ケーブル（LANケーブル、USBケーブル等）
- AV関連製品（TVラック、HDMIケーブル等）

## 事業所
- 本社（名古屋市中区）
- 東京支店（東京都千代田区）
- 大阪支店（京都市伏見区）
- 札幌営業所（札幌市中央区）
- 仙台営業所（仙台市太白区）
- 名古屋営業所（名古屋市南区）
- 広島営業所（広島市中区）
- 福岡営業所（福岡市博多区）